# كامبل بي. وايت
كامبل بي. وايت هو سياسي أمريكي، ولد في 30 نوفمبر 1787، وتوفي في 12 فبراير 1859 في نيويورك في الولايات المتحدة. نشط حزبياً في الحزب الديمقراطي. وقد انتخب عضو مجلس النواب الأمريكي ‏.